# Wim Jurg
Wim Jurg (1953) is een Nederlands historicus en schrijver van historische romans.
Hij studeerde geschiedenis aan de Rijksuniversiteit Groningen. Na zijn afstuderen werkte hij als zakelijk leider of directeur bij verschillende instituties in de culturele sector.  
Rond het jaar 2000 schreef hij drie historische romans, Het verlangen naar Constantinopel, De secretaris en De belegering van Anna, die alle in de late oudheid spelen. 
Vanaf 2010 schreef hij twee korte geschiedkundige overzichtswerken over respectievelijk de geschiedenis van de vierde en de zevende eeuw. Hierbij ligt de nadruk op de rol van de godsdienst.

## Werken
- Het verlangen naar Constantinopel (1998), ISBN 9789064813009
- De secretaris (1999), ISBN 9789064813214
- De belegering van Anna (2001), ISBN 9789067140799
- Onder dezelfde sterren (2020), ISBN 9789463402842
- De vierde eeuw of hoe het christendom staatsgodsdienst werd (2011), Damon, Budel, ISBN 9789460360169
- De lange zevende eeuw of hoe Christendom en Islam de macht verdeelden (2014), Damon, Budel, ISBN 9789460361907. Bekroond met de Homerusprijs 2021.

- Digitale Bibliotheek voor de Nederlandse Letteren: jurg010
- Gemeinsame Normdatei: 1018412255
- International Standard Name Identifier: 0000 0000 3803 5971
- Library of Congress Control Number: n99026085
- Nederlandse Thesaurus van Auteursnamen: 071728910
- Virtual International Authority File: 31326737
- WorldCat: E39PBJwxQbmQ7BD3jV4HQ7GGpP